# Mecynargus pinipumilis
Mecynargus pinipumilis är en spindelart som beskrevs av Kirill Yeskov 1988. Mecynargus pinipumilis ingår i släktet Mecynargus och familjen täckvävarspindlar. Inga underarter finns listade i Catalogue of Life.